# Extrazellularraum
Der Extrazellularraum (EZR; synonym Interzellularraum, oder Zellzwischenraum, medizinisch auch lat.: Spatium intercellulare) ist der Raum zwischen den Zellmembranen innerhalb der Gewebe mehrzelliger Lebewesen. Er bezeichnet den Raum außerhalb der Zellen, der mit Gewebsflüssigkeit und extrazellulärer Matrix gefüllt ist. Ergänzend dazu wird der Raum innerhalb der Zelle Intrazellularraum genannt.

## Eigenschaften
Die Zellmembran (und in Pflanzen auch die Zellwand) stellt eine Barriere zweier zellularer Räume mit sehr unterschiedlichem chemischem Milieu dar. In den meisten Organismen sorgen z. B. Na+/K+-ATPase-Pumpen für einen hohen Natrium- und niedrigen Kalium-Spiegel außerhalb der Zellen. Dies ist u. a. notwendig für die Erregbarkeit der Zelle.
Der Extrazellularraum selbst ist wiederum in zwei Kompartimente geteilt, den innerhalb von Herzkammern, Blut- und Lymphgefäßen liegenden Intravasalraum (IVR, intravasales Kompartiment; von lat. vas „Gefäß“) und den außerhalb von Gefäßen liegenden Extravasalraum (EVR, extravasales Kompartiment).
Der Extrazellularraum enthält Metaboliten, Ionen, Proteine und viele weitere Substanzen, die die Zellfunktion beeinflussen. So werden u. a. Neurotransmitter von Zelle zu Zelle über den EZR übertragen. Auch Hormone werden über den EZR zu den Zellrezeptoren transportiert. Andere Proteine, die außerhalb der Zelle aktiv sind, sind die Verdauungsenzyme.
Der Begriff extrazellular wird oft auch in Bezug auf extrazellulare Flüssigkeit (ECF) verwendet, von der es etwa 15 Liter im durchschnittlichen menschlichen Körper gibt. Die transzelluläre Flüssigkeit, die ebenfalls zum Extrazellularraum gerechnet wird, befindet sich in Pleura-, Peritoneal- und Perikardhöhlen sowie im Liquor cerebrospinalis, in der Augenkammer sowie im Harn- und Magen-Darm-Trakt.
Die Beschaffenheit des Interzellularraums hat einen großen Einfluss auf die Festigkeit und Flexibilität von Geweben sowie für den Transport von Wasser, Nährstoffen und Signalen zwischen den Zellen.
- In Tieren ist der Interzellularraum von der Extrazellulären Matrix oder Interzellularsubstanz und der Gewebsflüssigkeit erfüllt. Die Interzellularräume sind in Epithelien mit etwa 25 µm Breite am geringsten und nehmen bei Bindegeweben einen großen Teil des Gewebevolumens ein.

- In Pflanzen und Pilzen machen die Zellwände einen großen Teil des Interzellularraums aus. Wenn zwischen den Zellen luftgefüllte Räume auftreten, spricht man von Interzellularen. Die Gesamtheit der nichtzellulären Räume innerhalb einer Pflanze wird dabei als Apoplast bezeichnet.